# José Manuel Abundis
José Manuel Abundis Sandoval (Guadalajara, 11 giugno 1973) è un allenatore di calcio ed ex calciatore messicano, di ruolo attaccante.

## Carriera

### Calciatore

#### Club
Debuttò nella stagione 1992-1993, nella partita Toluca-Morelia 0-0; nel resto della stagione totalizzò 10 presenze, di cui tre da titolare. Nella stagione successiva giocò 10 partite da titolare su 15; divenne presto il centravanti titolare del Toluca, segnando 55 reti in 172 presenze, totalizzate in dodici stagioni, di cui quattro in stile europeo e le restanti disputate in forma di campionato breve. Nel campionato di Invierno 2000 si trasferì all'Atlante; nel campionato di Apertura 2002 passò al Club de Fútbol Monterrey. Dopo passaggi poco fruttuosi al Pachuca e nuovamente all'Atlante, tornò al Toluca, dove segnò 14 volte in 63 partite. Nel 2006 passò brevemente al New England Revolution, nella Major League Soccer. Dal 2007 al 2008 ha giocato nella seconda divisione messicana, al Querétaro, con cui concluse la sua carriera.

#### Nazionale
Dal 1996 al 2001 ha giocato nella nazionale di calcio messicana, totalizzando 45 presenze e segnando 9 reti.

### Allenatore
Nel gennaio 2011 venne nominato allenatore degli Atlanta Silverbacks, ma nel novembre dello stesso anno fu esonerato e sostituito da Álex Pineda Chacón.

## Palmarès

### Nazionale
- Confederations Cup: 1

1999